# 마일린 벤데

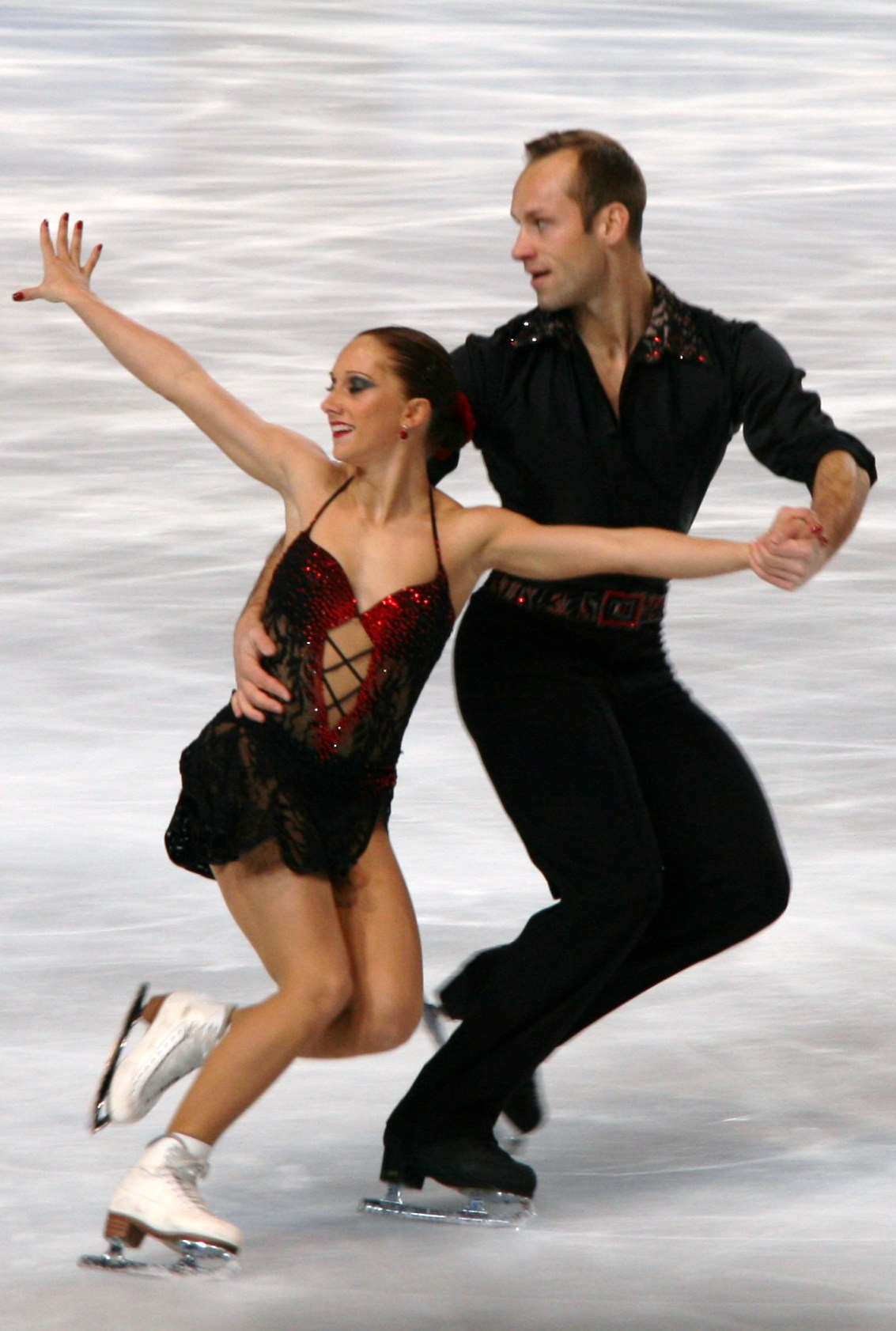

마일린 벤데(독일어: Maylin Wende, 1988년 9월 22일~)는 독일의 피겨스케이팅 선수이다. 다니엘 벤데와 짝을 이뤄 2010년 밴쿠버 동계 올림픽에 독일 대표 선수로 참가했다.